# KL Rahul
Kannanur Lokesh Rahul (bekannt als KL Rahul, * 18. April 1992 in Bangalore, Indien) ist ein indischer Cricketspieler, der seit 2014 für die indische Nationalmannschaft spielt.

## Kindheit und Ausbildung
Rahul war Teil der U19-Nationalmannschaft von Indien und nahm mit ihm unter anderem an einem Drei-Nationen-Turnier in Südafrika teil. Auch nahm er für diese an der ICC U19-Cricket-Weltmeisterschaft 2010 teil.

## Aktive Karriere

### Anfänge in der Nationalmannschaft
Rahul gab sein Debüt für Karnataka im indischen nationalen Cricket im Jahr 2010. In der Saison 2012/13 konnte er sich vorarbeiten auf die Eröffnungs-Batter-Position und in der folgenden Saison für Karnataka mit 1033 Runs und einer Spieler-des-Spiels-Auszeichnung im Finale den Gewinn der Ranji Trophy 2013/14 sichern. Daraufhin wurde er von den Sunrisers Hyderabad für die Indian Premier League 2014 für 1 crore INR (ca. 166.000 US-Dollar) ersteigert. Nach mäßigen Einsätzen in der indischen A-Nationalmannschaft im Sommer, konnte er dann zu Beginn der Saison 2014/15 abermals herausstechen und so nahmen die Selektoren des Nationalteams ihn in die engere Auswahl. Sein Debüt in der Nationalmannschaft folgte in der Test-Serie in Australien im Dezember 2014. In seinem zweiten Spiel bei der Serie erreichte er ein Century über 110 Runs aus 262 Bällen. Nach Verletzung und Krankheit folgte sein nächster Einsatz im August 2015 in Sri Lanka, wo ihm ein weiteres Century gelang und als Spieler des Spiels ausgezeichnet wurde. Für die Indian Premier League 2016 wechselte er zu den Royal Challengers Bangalore. Im Juni 2016 reiste er mit dem Team nach Simbabwe, bei dem er sein ODI-Debüt gab. Dabei erzielte er in seinem ersten Spiel ein Century über 100* Runs aus 115 Bällen und im weiteren Verlauf der Serie ein weiteres Fifty über 63* Runs. Dafür wurde er jeweils als Spieler des Spiels und der Serie ausgezeichnet. Auch folgte bei der Tour sein Debüt im Twenty20-Cricket. Der Tour folgte eine weitere in den West Indies. In der Test-Serie erzielte er im zweiten Spiel ein Century über 158 Runs aus 303 Bällen und im dritten ein weiteres Fifty (50 Runs). Auch in der angeschlossenen Twenty20-Serie konnte er mit einem Century über 110* Runs aus 51 Bällen, was jedoch zu einer Ein-Run-Niederlage führte.
In der Saison 2016/17 traf er mit dem Team auf England, wo er im dritten Test ein Century über 199 Runs aus 311 Bällen erreichte. In der Twenty20-Serie der Tour folgte ein weiteres Fifty (71 Runs). Im Februar schloss sich eine Test-Serie gegen Australien an, wo er im ersten Test ein Fifty (64 Runs) und im zweiten zwei weitere (90 und 51 Runs) erreichte. Für letzteres wurde er als Spieler des Spiels ausgezeichnet. Auch in den verbliebenen beiden Spielen konnte er dann drei weitere Fifties erzielen (67, 60 und 51* Runs). Kurz darauf erlitt er eine Schulterverletzung und verpasste so die Indian Premier League 2017 als auch die ICC Champions Trophy 2017. Ab dem zweiten Test der Tour in Sri Lanka im August 2017 war er dann wieder Teil des Nationalteams und erzielte in der Serie zwei Fifties (57 und 85 Runs). Beim Gegenbesuch des sri-lankischen Teams im November gelang ihm ein Fifty in den Tests (79 Runs) und zwei weitere in den Twenty20s. In der Folge hatte er Probleme sich im Team zu halten und spielte zunächst nur vereinzelte Spiele. Im Juni erreichte er ein Fifty (54 Runs) im Debüt-Test gegen Afghanistan und im Twenty20 in Irland (70 Runs). Bei der sich anschließenden Tour in England gelang ihm zunächst ein Century über 101* Runs aus 54 Bällen im ersten Twenty20, bevor er im letzten Test der Tour ein weiteres Century über 149 Runs aus 224 Bällen erzielte. Beim Asia Cup 2018 erzielte er ein Fifty (60 Runs) gegen Afghanistan. Nach einem weiteren Fifty in der Twenty20-Serie im Februar 2019 gegen Australien wurde er nach einer TV-Show, in der er mit Hardik Pandya teilnahm, nach gefallenen Aussagen, die als misogyn, sexistisch und rassistisch eingestuft wurden, kurzzeitig suspendiert. Im Sommer begab er sich mit dem Team zum Cricket World Cup 2019 nach England. Dort erzielte er gegen Pakistan (57 Runs) und Bangladesch (77 Runs) ein Fifty, bevor er gegen Sri Lanka ein Century über 111 Runs aus 118 Bällen erzielte. Jedoch schied das Team im Halbfinale gegen Neuseeland aus.

### Feste Größe im Nationalteam
In der Saison 2019/20 erreichte er zunächst ein Fifty in den Twenty20s gegen Bangladesch (52 Runs), bevor er gegen die West Indies zwei weitere in der Twenty20-Serie (62 und 91 Runs) und ein Century (102 Runs aus 104 Bällen) und Fifty (77 Runs) in der ODI-Serie erzielte. Im Januar folgte ein Fifty in den Twenty20s gegen Sri Lanka (54 Runs) und in den ODIs gegen Australien (80 Runs). Daraufhin folgte eine Tour in Neuseeland, bei der er nach zwei Fifties (56 und 57* Runs) in den Twenty20s als Spieler der Serie ausgezeichnet wurde. In den ODIs gelangen ihm dann ein weiteres Fifty (88* Runs) und ein Century über 112 Runs aus 113 Bällen. Nach der Pause auf Grund der COVID-19-Pandemie kam er im November 2020 mit einem Fifty über 76 Runs in Australien zurück. Zum Jahreswechsel erlitt er eine Handgelenksverletzung und musste mehrere Wochen aussetzen. Im März 2021 erreichte er in der ODI-Serie gegen England ein Fifty (62* Runs) und ein Century über 108 Runs aus 114 Bällen. Beim Gegenbesuch in England im Sommer gelangen ihm in der Testserie ebenfalls ein Fifty (84 Runs) und Century (129 Runs aus 250 Bällen). Für letzteres wurde er als Spieler des Spiels ausgestattet. Beim ICC Men’s T20 World Cup 2021 erreichte er gegen Afghanistan (69 Runs), Schottland (50 Runs) und Namibia (54* Runs) jeweils ein Fifty. Dies reichte jedoch nicht zur Qualifikation für das Halbfinale. Nach dem Turnier erreichte er ein Fifty über 65 Runs in der Twenty20-Serie gegen Neuseeland. Daraufhin reiste er mit dem Team nach Südafrika und nach einem Century im ersten Test über 123 Runs aus 260 Bällen folgte ein Fifty (50 Runs) im zweiten Spiel der Serie. Für ersteres wurde er als Spieler des Spiels ausgezeichnet. Ein weiteres Fifty (55 Runs) folgte in der ODI-Serie der Tour. Im Sommer musste er sich nach einer Bauchmuskelverletzung operieren lassen.
Bei der Tour in Simbabwe wurde er als Kapitän nachnominiert. Beim Asia Cup 2022 gelangen ihm ein Fifty (62 Runs) gegen Afghanistan. in der Vorbereitung zur Weltmeisterschaft erzielte er dann gegen Australien ein (55 Runs) und gegen Südafrika zwei Half-Centuries (51* und 57 Runs). Beim ICC Men’s T20 World Cup 2022 erreichte er dann jeweils ein Fifty gegen Bangladeschisch (50 Runs) und Simbabwe (51 Runs), jedoch schied das Team im Halbfinale aus. Bei den ODI-Serien erreichte er dann bis zum Ende der Saison in Bangladesch (73 Runs), und gegen Sri Lanka (64* Runs) und Australien (75* Runs) jeweils ein Fifty. Beim Asia Cup 2023 gelang ihm ein Century über 111* Runs aus 106 Bällen gegen Pakistan. Drei weitere Fifties (58*, 52 und 97* Runs) gelangen ihm dann bei der ODI-Serie gegen Australien, bevor der Cricket World Cup 2023 begann.